# Complexe de l'Assemblée nationale
Le Complexe de l'Assemblée nationale (en anglais : National Assembly Complex) est un édifice abritant l'Assemblée nationale, le parlement bicaméral du Nigeria.

## Construction
Le complexe est construit en 1999 pour un coût de près de 35,18 millions de dollars et le contrat de construction est attribué à ITB Nigeria, le 18 février 1996, par l'intermédiaire du Département des bâtiments publics.

## Description
Le complexe est situé dans la Three Arms Zones sur  le Territoire de la capitale fédérale du Nigeria, Abuja. Le complexe comprend un toit en forme de dôme ainsi qu'une surface de plancher brute de 40 000 m2 pour abriter à la fois la Chambre des représentants et le Sénat de l'Assemblée nationale. L'élément structurel se compose d'éléments préfabriqués et de béton coulé sur place. L'installation électrique et mécanique comprend un système de climatisation central, la vidéosurveillance, un système de contrôle d'accès, un système de détection et de lutte contre les incendies.